# سیارک ۹۲۰۵
سیارک ۹۲۰۵ (به انگلیسی: 9205 Eddywally، نامگذاری:1994PO9) نه هزار و دویست و پنجمین سیارک کشف شده‌است که در ۱۰ اوت ۱۹۹۴ کشف شد.
قدر مطلق سیارک برابر ۱۲٫۶۰ است.